# 加斯科涅

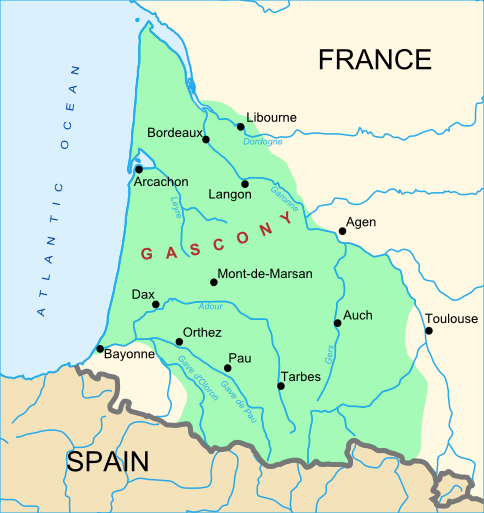
本圖標示的加斯科涅地區比較大，其它地圖的標示範圍可能較小

加斯科涅（法語：Gascogne，[ɡaskɔɲ]，[ɡasˈkuɲɔ]）指法國西南部的一個地區，也是历史上的一个行省，位於今新阿基坦大区。

## 歷史
在被羅馬人征服以前，加斯科涅的居民是阿基坦人，他們說的語言可能與現代的巴斯克語有關連。阿基坦人的定居範圍從大西洋海岸起，在東面和北面直抵加龍河，南至比利牛斯山。
前50年代，羅馬軍征服加斯科涅。前27年，阿基坦高卢行省成立。

## 外部連結
- Old flag（页面存档备份，存于）. Given to the Gascons by Pope Clement III during the Third Crusade.
- This article incorporates some information taken from https://web.archive.org/web/20130212054322/http://www.hostkingdom.net/ with permission
- A modern experience of life in Gascony http://www.asummeringascony.com/（页面存档备份，存于）